# Lijst van naamreagentia
Deze lijst geeft een overzicht van organische en anorganische naamreagentia. Dit zijn reagentia die vernoemd zijn of naar hun ontdekker of naar de scheikundige die het onder de aandacht heeft gebracht (door bijvoorbeeld een toepassing ervoor te vinden).

## A
- Adams' katalysator
- Armstrongs zuur
- Attenburrow-oxide
- Arduengo-carbeen

## B
- Baeyers reagens
- Barluenga-reagens
- Bartons base
- Benedicts reagens
- Berthelots reagens
- Brookharts zuur
- Burgess-reagens

## C
- Caro's zuur
- Castro's reagens
- Collins reagens
- Collmans reagens
- Comins' reagens
- Corey-Bakshi-Shibata-katalysator
- Corey-lacton
- Corey-Suggs-reagens
- Cornforth-reagens
- Crabtree-katalysator
- Creutz-Taube-complex

## D
- Danishefsky's dieen
- Davy's reagens
- Deacon-katalysator
- Dess-Martin-perjodinaan
- Devarda's legering
- Dille-Koppanyi-reagens
- Dimroth-reagens
- Duquenois-Levine-reagens

## E
- Eatons reagens
- Ehrlichs reagens
- Ellmans reagens
- Eschenmoserzout
- Étard-reagens

## F
- Fehlingsreagens
- Fentons reagens
- Fétizon-reagens
- Folins reagens
- Folin-Ciocalteu-reagens
- Frémyzout
- Froehde-reagens

## G
- Ghosez-reagens
- Gilman-reagens
- Glauberzout
- Gmelins zout
- Gingras-reagens
- Grignard-reagens
- Grubbs' katalysator
- Grubbs-Hoveyda-katalysator

## H
- Hagemanns ester
- Haines reagens
- Hauser-base
- Heller-Sarpong-reagens
- Herz-zout
- Hills reagens
- Hünigs base

## I
- Ishikawa-reagens

## J
- Jacobsen-katalysator
- Johnson-Corey-Chaykovski-reagens
- Jones-reagens

## K
- Kagan-reagens
- Karstedt-katalysator
- Katwinkles reagens
- Kauffmann-reagens
- Keinan-reagens
- Kellers reagens
- Kläui-ligand
- Knölker-complex
- Knowles' katalysator
- Koser-reagens
- Kovacs reagens

## L
- Lawessons reagens
- Lazier-katalysator
- Lemieux-Johnson-katalysator
- Ley-Griffith-reagens
- Lindlar-katalysator
- Lombardo-reagens
- Lucas-reagens
- Luche-reagens
- Lunges reagens

## M
- Mandelin-reagens
- Marquis-reagens
- Mayers reagens
- Mecke-reagens
- Meerweinreagens
- Meldrums zuur
- Melzers reagens
- Michlers keton
- Millons base
- Millons reagens
- Milstein-katalysator
- Mohrs zout

## N
- Negishi-reagens
- Nesslers reagens
- Normant-reagens
- Noyori-katalysator
- Nysted-reagens

## O
- Olah-reagens

## P
- Pearlmans katalysator
- Periana-katalysator
- Petasis-reagens
- Piers' boraan
- Prevost-reagens

## R
- Raneynikkel
- Reineckes zout
- Rieke-metaal
- Rochellezout
- Rosenthal-complex

## S
- Schlossers base
- Schrock-katalysator
- Schwartz' reagens
- Schweizers reagens
- Schwesingers base
- Scott-Wilson-reagens
- Seyferth-reagens
- Sharpless-reagens
- Shilov-katalysator
- Shvo-katalysator
- Simmons-Smith-reagens
- Simons reagens
- Speiers katalysator
- Strykers reagens
- Swarts reagens

## T
- Tillmans-reagens
- Tollens reagens
- Trinder-reagens
- Trögers base
- Trost-ligand

## U
- Udenfriend-reagens

## V
- Vaska's complex

## W
- Wanzlick-carbeen
- Websters reagens
- White-katalysator
- Wilkinson-katalysator
- Wittig-reagens
- Woollins-reagens

## Z
- Zeises zout
- Ziegler-Natta-katalysator
- Zwikker-reagens